# Война Чайлда
Война Чайлда (1686—1690) — война, которую Британская Ост-Индская компания вела против империи Великих Моголов. Фактически является первой англо-индийской войной.

## Предыстория
Со времён Акбара европейские торговые компании ходатайствовали перед падишахами Моголов об имперских фирманах, которые упорядочили бы их статус, привилегии и условия торговли по всей империи, и могли бы служить защитой от множества поборов и требований, выдвигаемых местными чиновниками в портах и столицах провинций. Однако Британской Ост-Индской компании получить фирман никак не удавалось.
В 1664 году субадаром Бенгалии был назначен Шаиста-хан (1664—1688), дядя по матери могольского падишаха Аурангзеба. В 1682 году он пригласил в столицу Бенгалии город Дакка Уильяма Хеджеса — управляющего Британской Ост-Индской компании. Хеджес постарался убедить Шаиста-хана об отмене нового налога на золото и серебро (Компания расплачивалась за индийский экспорт именно серебром), и ходатайствовать перед Аурангзебом о долгожданном фирмане. Одно время Хеджес думал, что фирман у него уже в кармане, однако в 1684 году всю его дипломатию подорвал союз недовольных Компанией бенгальских факторий, которых возглавлял в Лондоне сэр Джозеф Чайлд. Видя разногласия, Шаиста-хан пришёл к выводу, что англичане — это шайка драчливых крикунов и бесчестных торгашей, и прервал переговоры.

## Война

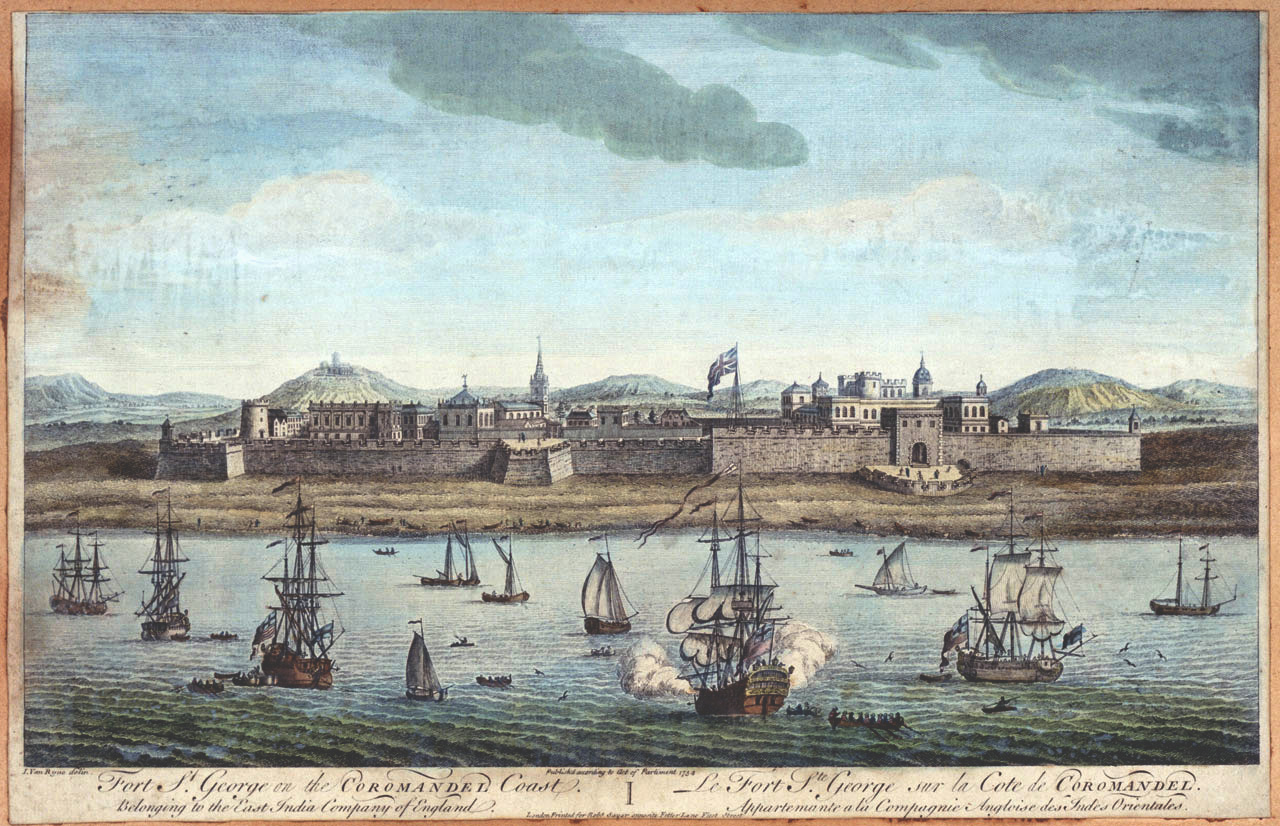
В 1702 году Дауд Хан, могольский субадар Карнатики, в течение трёх месяцев блокировал Сент-Джордж в Мадрасе.

После того, как взаимные обвинения индийских представителей Компании достигли Лондона, оттуда были посланы в Индию два корабля с 308 солдатами Компании на борту. Они прибыли в Индию в 1686 году, но после шумной ссоры в могольском порту Хугли, возникшей от столкновения трех английских солдат с местными торговцами на базаре, и последующей бомбардировки города, в результате которой было сожжено 500 домов, отошли в низовья реки Хугли. Там они высадились в месте, где позже возникнет город Калькутта, а в следующем году эвакуировались. Потом они проделали аналогичную демонстрацию в 1688—1689 годах.
Чтобы поддержать своих бенгальских коллег, главный управляющий Компанией в Сурате (которого также звали Чайлдом) переехал в Бомбей, откуда начал нападать на флот Моголов. Обрадованный сэр Джозеф Чайлд заявил, что «без торговли с нами подданные Моголов будут умирать от голода тысячами». Тем временем Чайлд в Бомбее хвастался, что если Аурангзеб решит послать против него адмирала своего флота, то он «отправит того обратно залпом из задницы».
В начале 1689 года командующий Западным прибрежным флотом Моголов Сиди Якуб неожиданным десантом захватил остров Бомбей. Англичане оставались в осаде в крепости около года.

## Мир
В 1690 году агенты Компании отправились ко двору Великого Могола молить о прощении. В качестве дополнительного унижения их заставили простереться ниц перед падишахом. Понимая ценность торговли и опасность союза Компании с маратхами, Аурангзеб за огромные контрибуции и обещания хорошего поведения в будущем милостиво согласился восстановить торговые привилегии и отозвать войска. Бенгальская верхушка Компании получила позволение вернуться на реку Хугли, где в том же году возникло постоянное поселение Калькутта и началась постройка укрепления Форт-Уильям. Поскольку англо-индийскую войну однозначно выиграл император Моголов, речи о фирмане уже идти не могло.